# Les Enfants terribles (groupe)
Pour les articles homonymes, voir Les Enfants terribles.
Les Enfants terribles est un groupe vocal et musical créé en 1966 par Alain Féral qui connaît une certaine célébrité avec le titre C'est la vie.

## Historique
Le groupe est initialement composé d'Alain Féral et de sa femme, Luce Féral, des frère et sœur de celle-ci, Gilles et France Paumier, et de Jacques Mouton. Ils commencent par se produire, en 1966, dans les cabarets rive gauche de Paris (l’École buissonnière, Port du Salut, l’Écluse…) avec des titres à forte charge poétique, enregistrés par la suite sur une demi-douzaine de 45 tours et 2 albums 33 tours.
En 1970, le succès de leur premier album, C'est la vie, sorti chez Barclay, leur apporte une certaine notoriété.
Ensuite, Luce et Alain Féral s'étant séparés, le groupe est modifié et se compose alors d'Alain Féral, Édith Becker, Gilles Paumier et Alice Prévost. C'est cette formation qui sort en 1974 sort le second album : On l'appelle Madame, sorti lui chez Philips.
Le groupe se sépare définitivement en 1975, après ces deux albums. 
En 2006, une compilation du 33 tours C'est la vie et de quelques autres titres issus des 45 tours sort sur CD chez Magic Record. Les titres de l'album On l'appelle Madame ne sont pas repris dans cette compilation numérique.

## Alain Féral
Avant de se lancer dans la musique, Alain Féral (septembre 1942 - 24 décembre 2013) tente de faire une carrière d'acteur. Il joue ainsi le rôle du dauphin François dans La Princesse de Clèves, de Jean Delannoy, aux côtés de Jean Marais, et incarne le Chatterton de Vigny pour la télévision. C'est vers 1963 qu'il s'oriente vers la musique et fonde, avec Jean-Pierre Croset, le duo Les Mandragores avant l'aventure des Enfants terribles.
Après la séparation du groupe et un bref parcours solo, Alain Féral se consacre à son activité graphique avec sa nouvelle compagne dans le sud de la France, à Rennes-le-Château, où il se passionne pour le mystère de l'abbé Saunière, allant jusqu'à construire une maquette toujours visible dans le musée. Il est l'auteur d'un livre sur le sujet, Rennes-le-Château, clef du royaume des morts (éd. Bélisane, Cazilhac, 1997).
Il meurt le 24 décembre 2013.

## Luce Féral
Luce Féral passe quelques années par la scène, théâtre et téléfilms, avant de fonder, dans les années 1980, une école de chanson à Paris. Elle y a pour élèves entre autres les Wriggles, Princesse Erika, Ludivine Sagnier, Holden, etc. 
Elle meurt en mars 2008.

## Discographie

### Alain Féral
Participation
- en 2009 il compose la musique pour le spectacle Je hais les voyages et les explorateurs, de Maïanne Barthès[1].